# نهاشية
النهاشية (الاسم العلمي: Lutjanidae) هي فصيلة من الأسماك تتبع رتبة الفرخيات من طائفة شعاعيات الزعانف.

## التصنيف
- أسرة النهاشاوات
  - جنس النهاش Bloch, 1790
  - جنس ال Hoplopagrus Gill, 1861
  - جنس ال Macolor Bleeker, 1860
  - جنس ال Ocyurus Gill, 1862
  - جنس ال سندانة Bleeker, 1873
  - جنس ال Rhomboplites Gill, 1862
- أسرة الأبسيلاوات
  - جنس الأبسيل Valenciennes in Cuvier et Valenciennes, 1830
  - جنس ال Lipocheilus Anderson, Talwar et Johnson, 1977
  - جنس ال Paracaesio Bleeker, 1875
  - جنس ال Parapristipomoides Kami, 1973
- أسرة الإيتيلاوات
  - جنس الإيتيل Cuvier In Cuvier et Valenciennes, 1828
  - جنس ال فارس سمك Cuvier in Cuvier et Valenciennes, 1830
  - جنس ال Aprion Valenciennes in Cuvier et Valenciennes, 1830
  - جنس ال Pristipomoides Bleeker, 1852
  - جنس ال Randallichthys Anderson, Kami et Johnson, 1977

- أسرة ال Paradichthyinae
  - جنس ال Symphorichthys Munro, 1967
  - جنس ال Symphorus Günther, 1872